# Andrène des Appalaches
Andrena alleghaniensis
Espèce
L'Andrène des Appalaches (Andrena alleghaniensis) est une espèce d'andrènes de la famille des Andrenidae. Cette espèce est présente en Amérique du Nord,,.

## Étymologie
Son nom spécifique, composé de alleghani et du suffixe latin -ensis, « qui vit dans, qui habite », lui a été donné en référence au lieu de sa découverte, les monts Allegheny dans les Appalaches. 